# Xylocleptes
Xylocleptes är ett släkte av skalbaggar som beskrevs av Ferrari 1867. Xylocleptes ingår i familjen vivlar.

## Bildgalleri

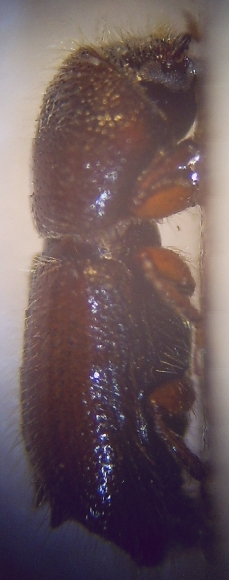
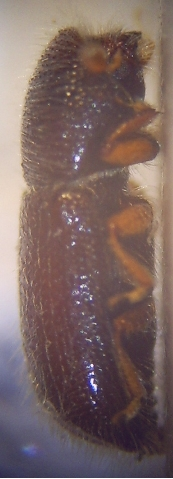
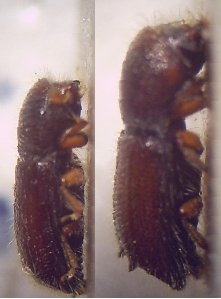
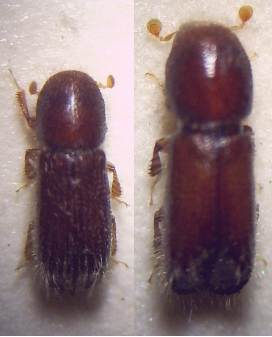

## Dottertaxa tillXylocleptes, i alfabetisk ordning[1][2]
- Xylocleptes abruptus
- Xylocleptes abyssinicus
- Xylocleptes adeniae
- Xylocleptes ambitiosus
- Xylocleptes anonae
- Xylocleptes ater
- Xylocleptes baikiae
- Xylocleptes bicuspis
- Xylocleptes bispinus
- Xylocleptes bituberculatus
- Xylocleptes biuncus
- Xylocleptes brasiliensis
- Xylocleptes brownei
- Xylocleptes brunneus
- Xylocleptes californicus
- Xylocleptes camerunus
- Xylocleptes carbonarius
- Xylocleptes castaneus
- Xylocleptes chiriquensis
- Xylocleptes concavifrons
- Xylocleptes congonus
- Xylocleptes cribratus
- Xylocleptes cucurbitae
- Xylocleptes cylindricus
- Xylocleptes decipiens
- Xylocleptes densepunctatus
- Xylocleptes floridensis
- Xylocleptes granulatus
- Xylocleptes granulipennis
- Xylocleptes guatemalensis
- Xylocleptes immunis
- Xylocleptes indicus
- Xylocleptes irretitus
- Xylocleptes knausi
- Xylocleptes linnavuorii
- Xylocleptes marginatus
- Xylocleptes meruensis
- Xylocleptes punctatus
- Xylocleptes quadrispinosus
- Xylocleptes robustus
- Xylocleptes rugulosus
- Xylocleptes sidanus
- Xylocleptes sparsipunctatus
- Xylocleptes uncinatus
- Xylocleptes usambaricus
- Xylocleptes venturina